# Православное епископское собрание Швейцарии и Лихтенштейна
Правосла́вное епи́скопское собра́ние Швейца́рии и Лихтенште́йна (фр. AEOS) — координационный орган православных епископов, представляющий Православную Церковь на территории Швейцарии и Лихтенштейна.

## История
23 сентября 2011 года в пригороде Женевы ― Шамбези на очередном заседании епископского собрания были утверждены составы четырех консультативных комиссий и определены сферы их деятельности. Также создана рабочая группа по подготовке к празднованию «Дня православного единства», который впервые прошёл на территории Швейцарской Конфедерации 17 мая 2012 года.
10 ноября 2016 года, по инициативе митрополита Швейцарского Иеремии, главы Ассамблеи православных епископов Швейцарии, состоялось четвёртое заседание епископского собрания в православном духовном центре Константинопольского Патриархата в Шамбези.
С сентября 2018 года Московский патриархат в одностороннем порядке прекратил своё участие в конференции.

## Участники
- митрополит Максим (Пофос) — Константинопольский Патриархат (Швейцарская митрополия), президент
- митрополит Антоний (Севрюк) — Московский Патриархат (Корсунская епархия), вице-президент
- митрополит Авраам (Гармелия) — Грузинский Патриархат (Западноевропейская епархия)
- епископ Андрей (Чилерджич) — Сербский Патриархат (Австрийско-Швейцарская епархия)
- митрополит Игнатий (Аль-Хуши) — Антиохийский Патриархат (Епархия Франции, Западной и Южной Европы)
- епископ Ириней (Стинберг) — Русская Зарубежная Церковь (Женевская и Западно-Европейская епархия)
- архиепископ Иоанн (Реннето) — Московский Патриархат (Архиепископия православных русских церквей в Западной Европе)
- митрополит Иосиф (Поп) — Румынский Патриархат (Румынская митрополия Западной и Южной Европы)